# Nefrona
El nefrón o nefrona es la unidad estructural y funcional básica del riñón, responsable de la purificación de la sangre. Su principal función es filtrar de los desechos de la sangre para regular el agua y sustancias solubles, reabsorbiendo lo que es necesario y excretando el resto como orina. 
Está situada 
principalmente en la corteza renal.

## Descripción

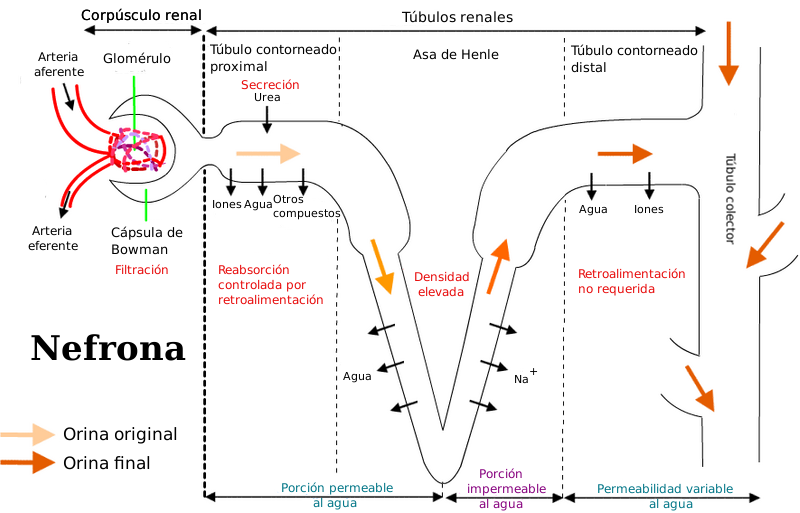
Identificación del flujo renal a lo largo de la nefrona.

La nefrona es la unidad funcional del parénquima renal. En el ser humano cada riñón contiene alrededor de 800.000 a 1.000.000 de nefronas. La estructura de la nefrona es compleja, se compone de un corpúsculo renal en comunicación con un túbulo renal. El corpúsculo renal de Malpighi es una estructura esferoidal, constituida por la cápsula de Bowman y el ovillo capilar contenido en su interior o glomérulo. La cápsula, revestida interiormente por un epitelio aplanado, posee dos aberturas: el polo vascular, a través del cual penetra la arteriola aferente y emerge la arteriola eferente, y el polo urinario, que comunica con el túbulo renal. Entre la cápsula y el ovillo glomerular se extiende el espacio urinario, donde se recoge el ultrafiltrado plasmático.
La nefrona es parte importante del mecanismo homeostático, que regula mediante filtración, absorción y excreción la cantidad de agua, sales, glucosa, así como la urea, y muchos otros metabolitos del catabolismo de grasas, lípidos, proteínas y podemos observar también que en la nefrona hay proteínas importantes.

## Funcionamiento
El funcionamiento de la nefrona está basado en un intercambio de iones que comienza cuando el plasma sanguíneo ingresa a la cápsula de Bowman (que contiene los glomérulos) vía arterial aferente. Desde la citada cápsula de Bowman, el fluido filtrado pasa al tubo contorneado proximal en el cual se realiza la filtración primaria donde el sodio, agua, aminoácidos y glucosa se reabsorben parcialmente debido a la composición semipermeable de las paredes.  
A lo largo del recorrido desde el tubo contorneado proximal hasta el conducto colector, el fluido sufre absorción de sustancias y también el vertido de otras. Estos cambios se producen en distintas secciones como son el ya mencionado tubo contorneado proximal, así como en los tramos descendentes y ascendentes del Asa de Henle y en el tubo contorneado distal.  Los iones de calcio y potasio, así como el exceso de agua y otras sales (desperdicios), van a parar al conducto colector.

## Relevancia clínica
Debido a su importancia en la regulación del fluido corporal, la nefrona es un blanco común de las drogas que tratan la tensión arterial alta y el edema. Estas drogas, llamadas diuréticos, inhiben la capacidad de la nefrona de retener el agua, por lo tanto, aumentan la cantidad de orina producida.

## Partes

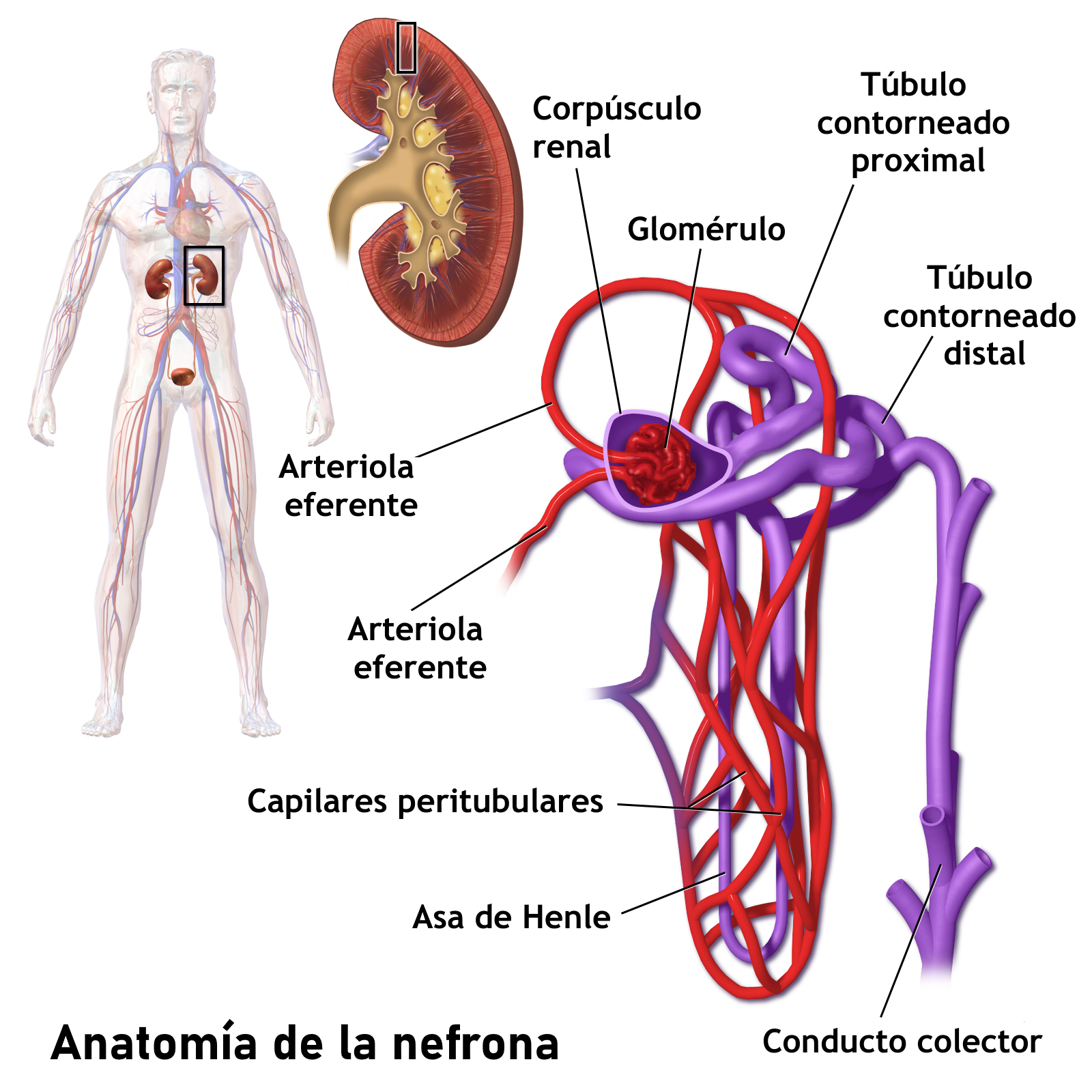
Anatomía de la nefrona

### Corpúsculo renal
En el glomérulo, desde la sangre es recogido el líquido, en la cápsula de Bowman para formar el "filtrado glomerular", que luego será procesado a lo largo del túbulo renal para formar la orina.
Cápsula de Bowman: es una estructura similar a un saco que envuelve al glomérulo y realiza el filtrado de las sustancias que se van a excretar. Este proceso se llama filtrado glomerular.

### Túbulo contorneado proximal
Los túbulos proximales son parte de la nefrona, sistema que filtra y reabsorbe componentes de la sangre que pasa a través de los riñones. Sus paredes están compuestas por una sola capa de células cúbicas.

### Asa de Henle
El asa de Henle está conformada por dos porciones: una delgada descendente muy permeable a la absorción del agua, y otra gruesa ascendente la cual es muy permeable a los iones e impermeable al agua.

### Túbulo contorneado distal
Este posee una parte especializada que se conoce como Mácula densa que estimula la producción de renina con el fin de incitar la formación de aldosterona, para que esta última aumente la reabsorción de sodio y agua. De esta manera incrementa la presión sanguínea.

## Imágenes adicionales

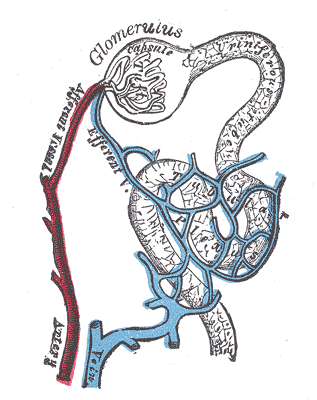
Distribución de los vasos sanguíneos en la corteza del riñón.
El glomérulo está en rojo, la cápsula de Bowman se ve en blanco.
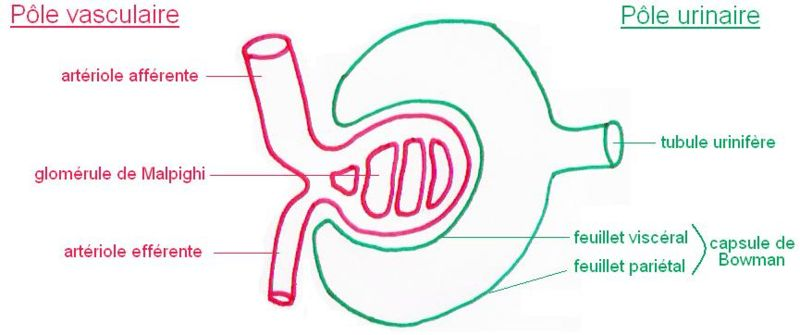
El glomérulo en rojo, la cápsula de Bowman en verde.
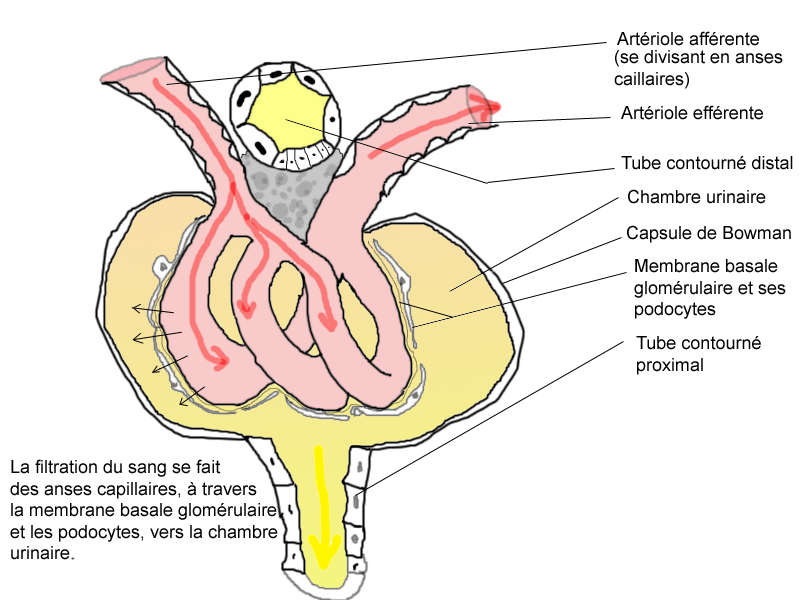
El glomérulo.